# Карангас (провинция)
Карангас (исп. Provincia de Carangas, кечуа Qaranqa pruwinsya) — одна из 16 провинций боливийского департамента Оруро. Площадь составляет 4309 км². Население по данным на 2001 год — 10 505 человек; плотность населения — 2,4 чел/км². Столица — город Корке.

## География
Провинция расположена в центральной части департамента. Протянулась на 105 км — с севера на юг и на 75 км — с запада на восток. В административном отношении делится на 2 муниципалитета:
- Корке
- Чокекота

## Население
Наиболее распространённый язык — аймара (на нём говорит 94 % населения провинции), испанским владеет 84 % населения, кечуа — 13 %. Католицизм исповедуют 72 % населения, протестантизм — 27 %. 79,8 % населения Карангаса заняты в сельском хозяйстве (на 2001 год).